# Шепетіс Ліонгінас Клеменсович
Ліонгінас Клеменсович Шепетіс (23 листопада 1927, село Казлішкяй біля міста Укмерге, тепер Вільнюського повіту, Литва — 8 грудня 2017, місто Вільнюс, Литва) — литовський радянський державний діяч, секретар ЦК КП Литви, голова Верховної ради Литовської РСР, міністр культури Литовської РСР. Кандидат мистецтвознавства (1963), доцент (1964), доктор філософських наук (1987), член-кореспондент Академії наук Литовської РСР (1987). Депутат Верховної ради Литовської РСР 7—12-го скликань. Депутат Верховної ради СРСР 11-го скликання.

## Життєпис
Навчався в гімназії у місті Укмерге. У 1953 році закінчив архітектурний факультет Каунаського політехнічного інституту, інженер-архітектор. 
У 1953—1957 роках — асистент, старший викладач Каунаського політехнічного університету.
Член КПРС з 1955 року.
У 1957—1958 роках — завідувач відділу науки, освіти та культури ЦК ЛКСМ Литви. 
У 1958—1960 роках — заступник завідувача відділу науки та культури ЦК КП Литви.
У 1960—1963 роках — слухач Академії суспільних наук при ЦК КПРС у Москві.
У 1963—1964 роках — заступник завідувача ідеологічного відділу ЦК КП Литви.
Одночасно з 1963 до 1968 року викладав у Художньому інституті Литовської РСР.
У 1964—1967 роках — завідувач відділу науки та культури ЦК КП Литви.
У 1967—1976 роках — міністр культури Литовської РСР.
22 грудня 1975 — 21 лютого 1989 року — секретар ЦК КП Литви.
Одночасно 19 червня 1981 — 10 березня 1990 року — голова Верховної ради Литовської РСР.
11 березня 1990 року проголосував за ухвалення акта про відновлення незалежності Литовської держави.
У 1995—1997 роках — речник Міністерства енергетики Литовської Республіки.
Член Спілки художників Литви. Публікував статті та книги з історії та теорії мистецтва.
8 грудня 2017 року помер у Вільнюсі. Похований на Антакальніському цвинтарі Вільнюса.

## Нагороди та відзнаки
- три ордени Трудового Червоного Прапора (1971, 1976, 1986)
- орден Дружби народів (1980)
- орден «Знак Пошани» (1965)
- медалі
- медаль Незалежності Литви (Литва) (2000)
- Державна премія Литовської РСР (1986)
- Заслужений діяч мистецтв Литовської РСР (1974)